# Electric Chair
Electric Chair ist eine Siebdruck-Serie des amerikanischen Pop-Art-Künstlers Andy Warhol aus dem Jahr 1963. Das Motiv gehört zu Warhols Werkreihe der Death and Disaster paintings und wurde in zahlreichen Farbvariationen gedruckt. Entsprechend der Farbgebung findet sich das Electric-Chair-Motiv unter Titeln wie Orange Disaster, Lavendel Disaster, Blue Electric Chair u. a.

## Beschreibung
Das Ausgangsmotiv zeigt einen elektrischen Stuhl, der in einem großen Raum steht. Hinter dem Stuhl steht ein Tisch. An der oberen rechten Wand befindet sich ein Schild mit der in Großbuchstaben gesetzten Aufschrift „SILENCE“ (Ruhe).
Die Siebdrucke wurden in unterschiedlichen Größen angefertigt, manchmal wiederholte Warhol das Motiv zigfach auf der Leinwand. Wie im Marilyn Diptych von 1962 und vielen anderen Arbeiten, akzeptierte er dabei Generationsverluste, Farbüberlagerungen oder -verschmierungen als Stilmittel. In einigen Versionen, wie beispielsweise dem 1963er Blue Electric Chair, einem Diptychon in silber, blau und schwarz, stellte er den Siebdrucken eine farbige Fläche ohne Motiv als Kontrapunkt gegenüber. Nach 1963 druckte Warhol allerdings nur noch selten mehrere Kopien auf eine Leinwand, um Sammlern die Möglichkeit zu eröffnen, beliebig viele Einzeltafeln aneinanderzureihen. Die Verteilung der Einzelbilder und damit die Abmessungen interessierten Warhol nicht weiter.
Die ersten Serien von 1963 sind meistens monochrom, in schwarzer Druckfarbe auf farbigem Acrylgrund, angefertigt, die folgenden Serien sind oft mehrfarbig. In späteren Jahren verwendete Warhol Ausschnittvergrößerungen, die nur den Stuhl zeigen, so beispielsweise Big Electric Chair aus dem Jahr 1967. Teilweise invertierte er den Druck, wie in der 1971 entstandenen Serie Electric Chairs oder in den Reversals, den Umkehrungen seiner bekanntesten Motive von 1979. In dem Big Electric Chair Painting (Reversal Series) sind beispielsweise 26 mal 7 elektrische Stühle wie Kontaktabzüge angeordnet und ähneln einem Tapetenmuster.

## Hintergrund

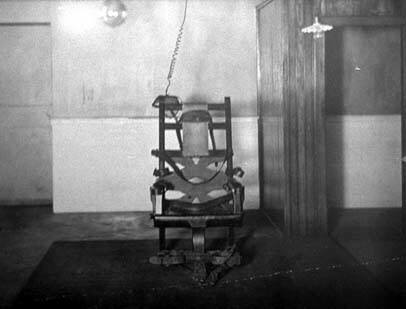
Elektrischer Stuhl

Zur Entstehungszeit des Bildes sah die Gesetzgebung des US-Bundesstaates New York den Vollzug von Todesstrafen auf dem elektrischen Stuhl vor. Warhol griff das Thema zu einem Zeitpunkt auf, als die moralische Frage der Todesstrafe in New York gerade sehr kontrovers diskutiert wurde. Die „moderne Art“ der Hinrichtung durch Stromstöße erschien Warhol als eine „typische amerikanische“ Tötungsart. Also besorgte er sich eine Fotografie des elektrischen Stuhls der Strafvollzugsanstalt Sing Sing. Nach dieser Vorlage produzierte er eine große Anzahl von Bildern. Dabei druckte er das Abbild des Stuhls auf einfarbigen Hintergründen in Modefarben (Lavendel, Pink, Orange usw.), was „wie eine perverse Konfrontation wirkte.“ (David Bourdon).
Am 15. August 1963 fand die letzte Hinrichtung auf dem elektrischen Stuhl in Sing Sing statt. Zwischen 1891 und 1963 wurden hier 641 Menschen hingerichtet, unter ihnen das Ehepaar Ethel und Julius Rosenberg im Jahr 1953.

## DieDeath and Disaster paintings
„Es ging mir auf, dass alles, woran ich arbeitete, mit dem Tod zu tun haben musste.“

Die Electric-Chair-Drucke gehören zu Warhols Werkserie der Death and Disaster paintings, die das Thema „Tod in Amerika“ behandeln. Die morbide Thematik griff Warhol erstmals 1962 mit dem noch von Hand bearbeiteten Acrylbild 129 Die in Jet auf, das eine Zäsur in Warhols Werk darstellt. Von diesem Zeitpunkt an produzierte er eine große Anzahl von Bildern, die sich mit allen erdenklichen Formen des „Desasters“, der Katastrophe und des plötzlichen Todes befassen. So zeigen die Car Crash-Serien aus dem gleichen Jahr Verkehrsunfälle.
Warhols damalige Galeristin Eleanor Ward hatte für die Disaster-Serie nichts übrig und weigerte sich, sie in ihrer Stable Gallery auszustellen; dennoch verkaufte sie einige Exemplare aus ihrem Lagerbestand. Warhol disponierte kurzerhand um und zeigte die Werke 1964 in der Galerie von Ileana Sonnabend in Paris. In Hinblick auf die mögliche Ablehnung des American Way of Life durch das französische Publikum setzte Warhol nunmehr verstärkt auf Memento-Mori-Sujets, die den Tod à l’américaine darstellten. Also besorgte er sich umfangreiches Fotomaterial von Bluttaten, Selbstmorden, Verkehrsunfällen und allen anderen erdenklichen Erscheinungsformen der Gewalt, des Unglücks und des Todes in Amerika.
Weitere bekannte Arbeiten der Serie von 1963 sind 1947 White, das eine Frau, die aus dem 86. Stock des Empire State Buildings gesprungen war, tot auf einem Autodach liegend zeigt; Bellevue II und Suicide, die ebenfalls beide von Todessprüngen handeln, und Tunafish Disaster über den Tod zweier Frauen, die durch den Verzehr überlagerten Thunfischs an einer Fischvergiftung gestorben sind; des Weiteren Race Riot, eine Serie über die Rassenunruhen in Birmingham, Alabama, deren Fotos aus dem Life Magazine stammten. Ein weiteres Sujet, Atomic Bomb, das den Atompilz des Atombombenabwurfs auf Hiroshima zeigt, hatte für Warhol eine gewisse Bedeutung, da das Datum mit seinem siebzehnten Geburtstag, dem 6. August 1945, zusammenfiel.

## Betrachtungen
Warhols Zeitgenosse Claes Oldenburg sah in den Arbeiten keine Stellungnahme zu einer politischen Situation, sondern einen Beleg für die Teilnahmslosigkeit des Künstlers. Auf das Bild über die Rassenunruhen angesprochen, antwortete Warhol nur, es sei tatsächlich Teilnahmslosigkeit, er habe das Foto nur gewählt, „weil es ihm gerade aufgefallen war.“
Anlässlich der ersten postumen Andy-Warhol-Ausstellung im Kunstverein in Hamburg 1987 kommentierte Petra Kipphoff in der Zeit:

„Andy Warhol zeigt nicht den Tod, sondern Todesarten, und mit den Todesarten auch nicht die Menschen, sondern die ihnen zugehörigen Lebensweisen. Ihn interessiert nicht der Tod als individuelle Erfahrung, als Schicksal des einzelnen, sondern als Sensation aus zweiter Hand. Er arbeitet direkt und aus der Distanz des aus zweiter Hand Informierten zugleich.“

Die Berliner Zeitung schrieb anlässlich der Warhol-Retrospektive in der Neuen Nationalgalerie 2001: „Für Zeitstimmungen hatte dieser Künstler ein untrügliches Gefühl. Wandert man durch die Retrospektive, vor allem durch die üppig ausgebreiteten Disaster-Bilder, die Flugzeugunglücke und Autounfälle, die elektrischen Stühle, die Atombomben und die Suizide, dann fragt man sich unwillkürlich, wie Warhol reagiert hätte auf die Bilder vom 11. September, die bereits in den Sekunden ihrer Entstehung zu den amerikanischen Katastrophen-Ikonen schlechthin wurden.“

## Sammlungen
Warhols Electric-Chair-Siebdrucke befinden sich in zahlreichen öffentlichen Sammlungen, wie beispielsweise im Centre Georges Pompidou in Paris, in der Saatchi Gallery und der Tate Gallery in London, im New Yorker Guggenheim Museum, im Museum of Modern Art, im Indianapolis Museum of Art, in der National Gallery of Australia in Canberra oder im Moderna Museet in Stockholm, das 1968 die erste große Warhol-Retrospektive in Europa zeigte.
Im Dezember 2005 erwarb das Museum für Gegenwart im Hamburger Bahnhof in Berlin einen Great Electric Chair von 1967 für den (inoffiziellen) Preis von circa 5,5 Millionen Euro von der Stiftung Preußischer Kulturbesitz, obwohl das Werk bereits eine Dauerleihgabe des Kunstsammlers Erich Marx aus dem Jahr 1996 war. Die Feuilletonisten würdigten den Erwerb zwar als „Bereicherung der Berliner Sammlungen“ (Berliner Morgenpost), kritisierten jedoch die „schmerzhaft hohe Summe“ des Kaufpreises. (FAZ)